# Lušečka vas
Lušečka vas este o localitate din comuna Poljčane, Slovenia, cu o populație de 247 de locuitori.